# Yvonne Vieslet

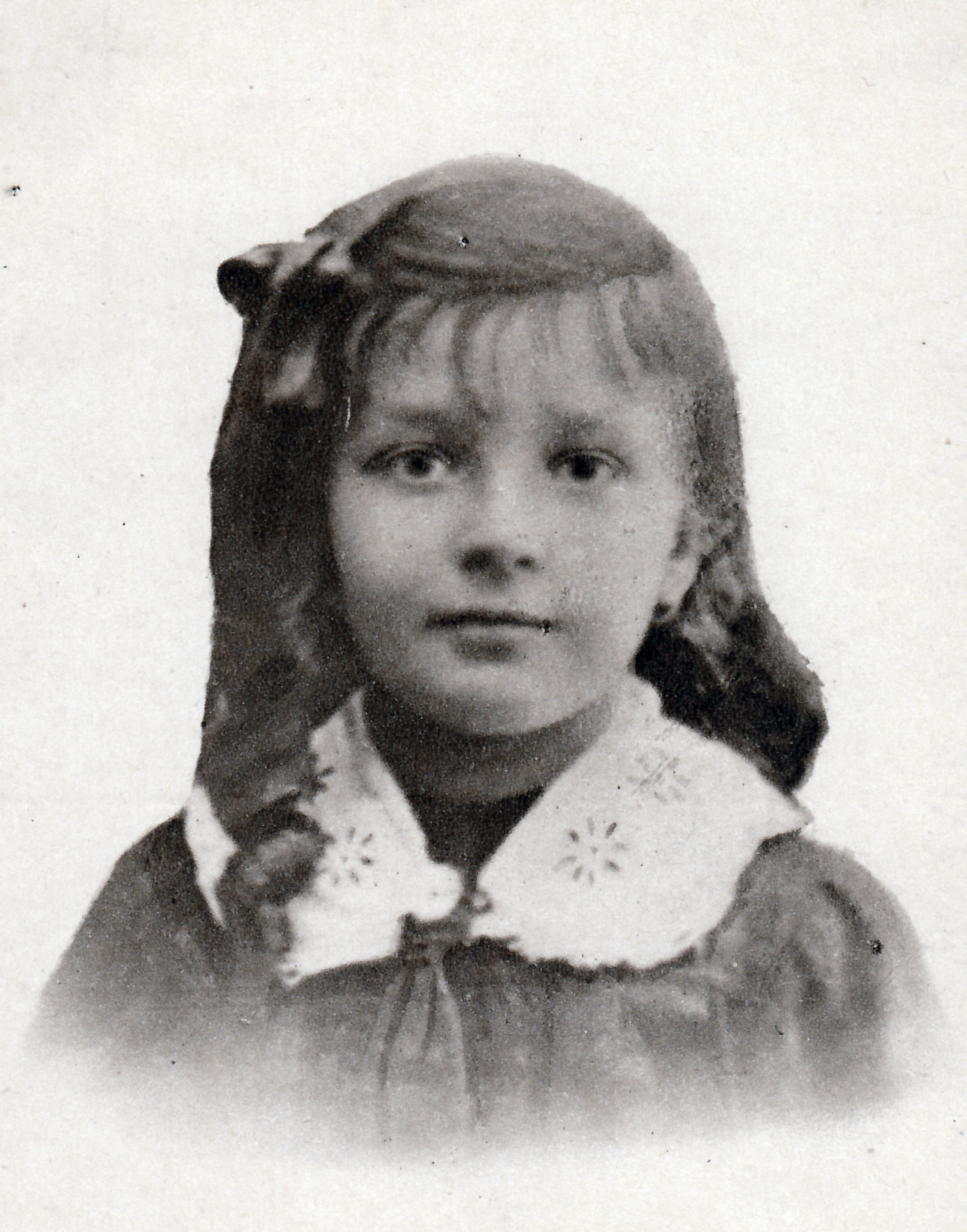
Yvonne Vieslet

Yvonne Vieslet (Monceau-sur-Sambre, 8 juni 1908 - Marchienne-au-Pont, 12 oktober 1918) was een Belgisch oorlogsslachtoffer uit de Eerste Wereldoorlog. Zij werd doodgeschoten door een Duitse soldaat. Haar geste om een broodje te schenken aan een Franse krijgsgevangene sprak jaren tot de verbeelding.

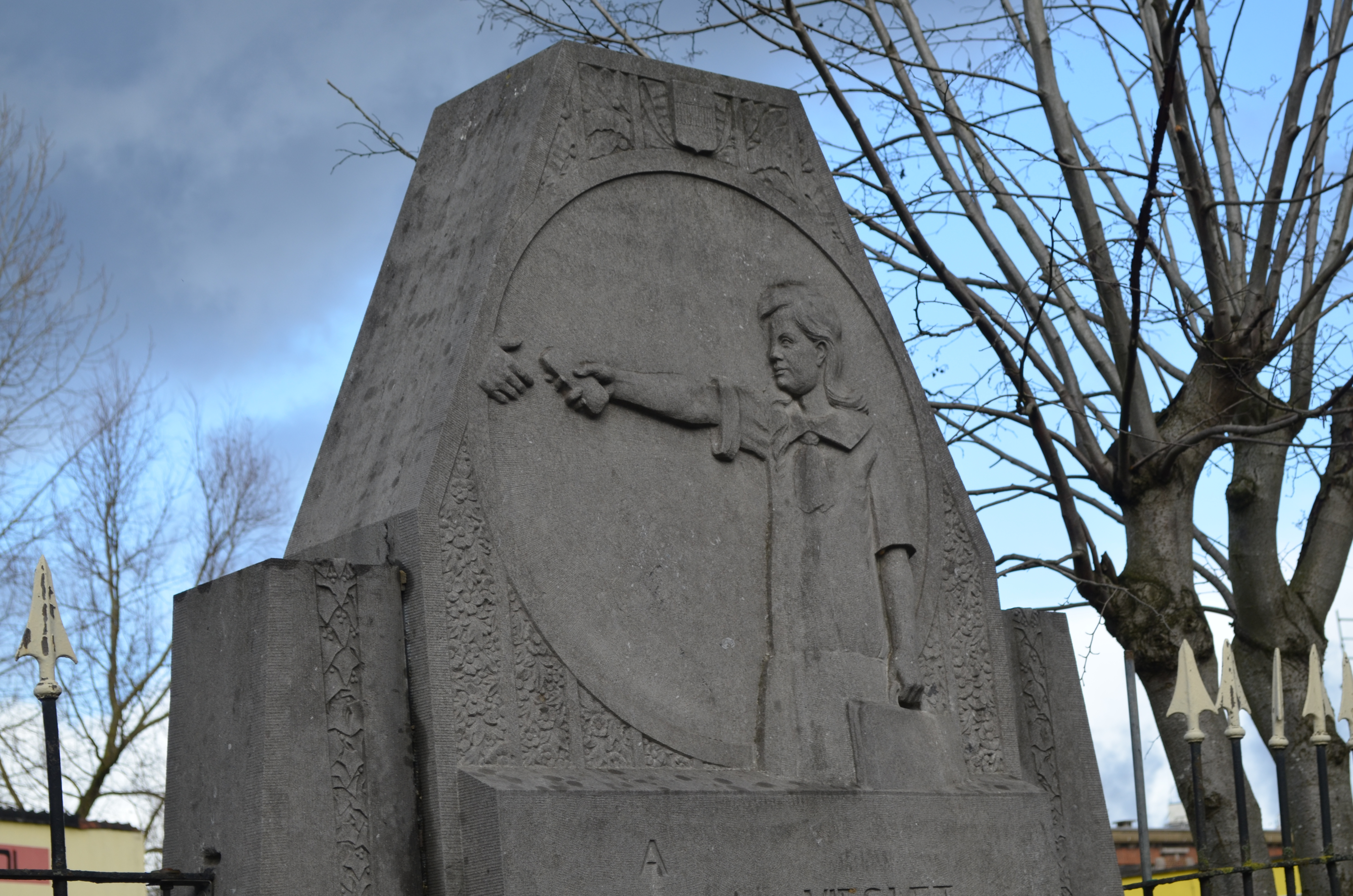
Monument in Marchienne-au-Pont. Yvonne Vieslet reikt haar broodje van school aan een Franse soldaat.

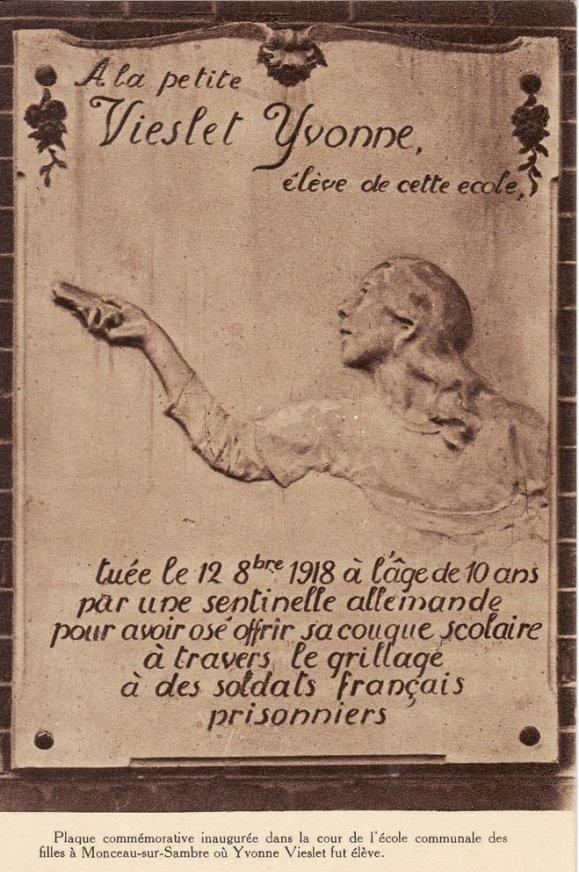
Grafstèle in Monceau-sur-Sambre

## Levensloop
In oktober 1918 trok het Duitse leger zich terug van de IJzer. In het dorp Marchienne-au-Pont (provincie Henegouwen) hielden zij Franse soldaten krijgsgevangen. De Fransen zaten vast in de Rue du Châtelet nabij de Cercle Saint-Edouard, waarbij een ijzeren hek uitgaf op de straat. 
Yvonne Vieslet, 10 jaar, had in haar schooltje in Monceau-sur-Sambre een broodje gekregen, zoals de leerlingen elke dag kregen. Met haar moeder trok ze, zoals ze ook vaak deed, naar de autofabriek van Marchienne-au-Pont. De autofabriek was eigendom van de Société Anonyme Les Ateliers Métallurgiques. Moeder en dochter Vieslet hadden de gewoonte om vader op te wachten aan de fabriekspoort. Onderweg hoorden zij geroep aan de Cercle Saint-Edouard. De aanwezigheid van uitgehongerde en afgepeigerde Franse soldaten had een discussie uitgelokt tussen enkele fabrieksarbeiders en de Duitse schildwacht. Het blijft onduidelijk of Yvonne haar broodje uit haar schooltas toonde of het broodje over het hek smeet. De discussie in het groepje verhitte zodanig dat de Duitser een schot vuurde op het groepje mensen. Yvonne werd dodelijk gewond afgevoerd naar het burgerlijk ziekenhuis van Marchienne. Ze stierf er 's anderendaags.
Deze oorlogsgruwel op het kleine meisje leidde tot verontwaardiging in de Belgische publieke opinie, die oorlogsmoe was. Na de oorlog kreeg zij militaire eerbewijzen van het Belgische en Franse leger.

## Eerbetoon
- Haar naam werd gegeven aan een straat in Monceau-sur-Sambre en Marchienne-au-Pont. In beide dorpen kwam er ook een herdenkingsmonument.
- Talrijke gedichten en prenten volgden. Er werden herdenkingsmunten te harer ere geslagen.
- Postuum schonk Poincaré, president van Frankrijk, haar de Franse Erkentelijkheidsmedaille.
- Postuum schonk de Belgische prinses Marie-José haar het ridderschap in de Leopoldsorde.
- Er bestaan twee kortfilms over haar: een getiteld La petite martyre belge - het Belgisch martelaresje[4] (1928) en een remake getiteld La tragédie de Marchienne[5] (1937).

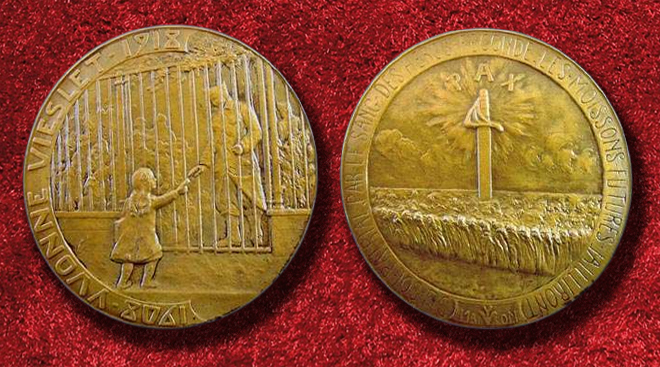
Herdenkingsmunten
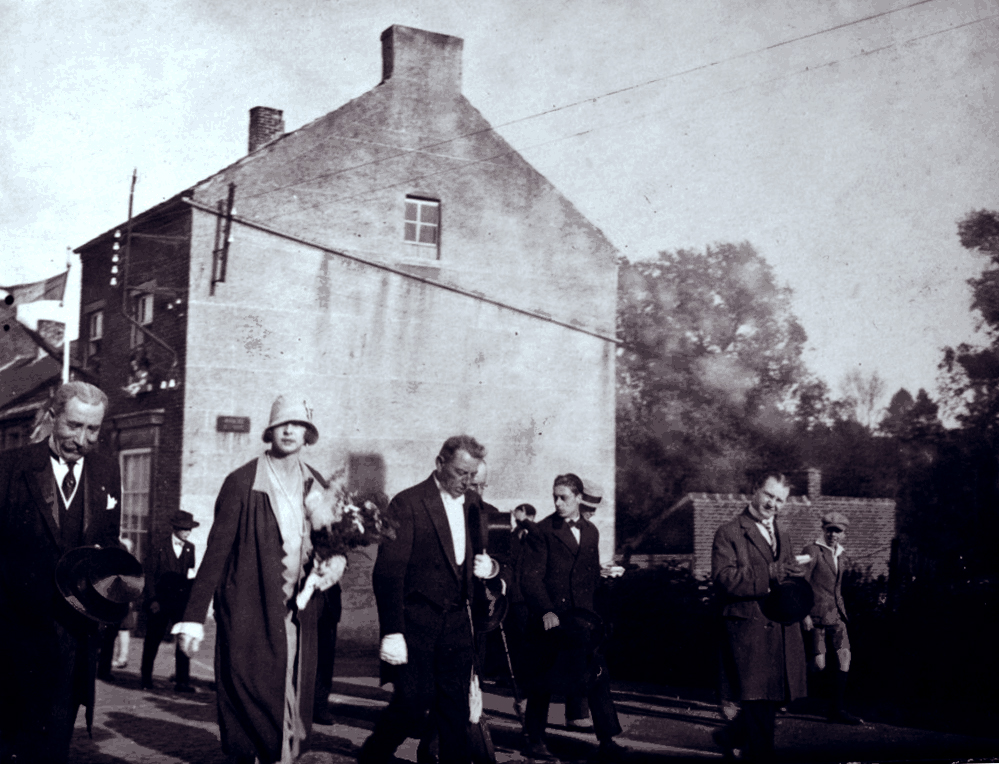
Prinses Marie-José huldigt het monument in Marchienne-au-Pont in (1928)
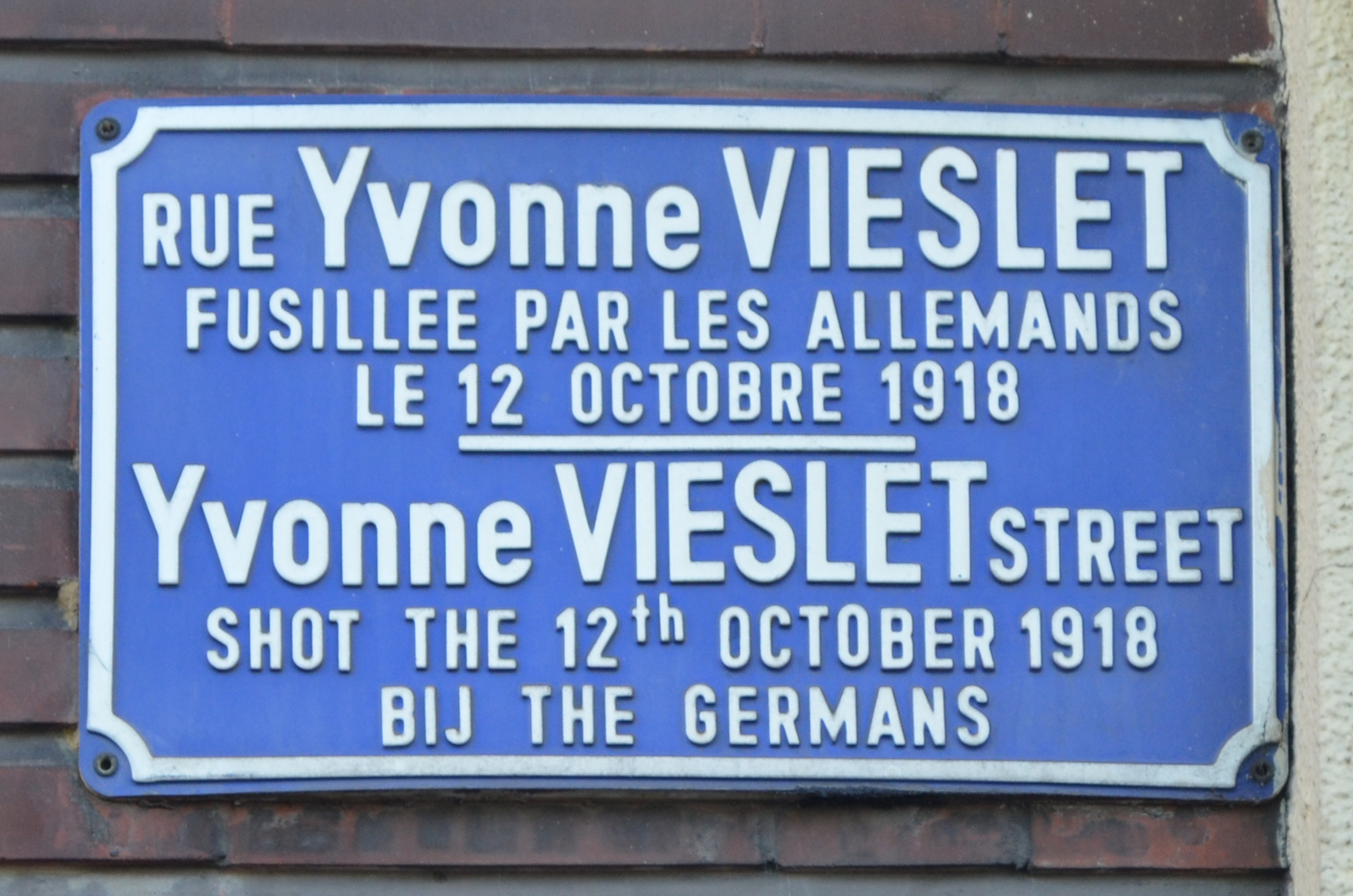
straatnaam in Marchienne-au-Pont